# Марина Девятова
Марина Владимировна Девятова е руска певица, изпълнителка на традиционни руски песни в съвременна обработка.

## Биография
Родена е на 13 декември 1983 г. в семейството на изпълнителя на руски народни песни Владимир Девятов. Когато е на 5 години, родителите ѝ се развеждат. От този момент за възпитанието ѝ започва да се грижи основно майка ѝ, докато от баща си започва да усвоява своите първи познания в областта на музиката.
През 1990 г. Марина е изпратена от родителите си в музикалното училище, кръстено на именития руски композитор Шостакович. През 1999 г. тя продължава обучението си в катедра „Солово народно пеене“ в музикалния колеж, носещ името на друг прочут руски творец Алфред Шнитке.
През 2001 г. става лауреат на провелия се в град Воронеж общоруски конкурс за изпълнители на руски народни песни „Ипполитов-Иванов“.
През 2006 г. се явява на кастинг за шоуто „Народен артист – 3“ и достига финала на проекта.

## Личен живот
Омъжена е за Алексей Пигуренко. На 27 февруари 2017 г. се ражда дъщеря им Уляна.

## Дискография

### Студийни албуми
- 2006 – „Народный артист-3“
- 2009 – „Не думала, не гадала“
- 2011 – „Я счастливая“
- 2013 – „В лунном сиянии“
- 2018 – „Не будите меня молоду…“
- 2020 – „Можно, я буду рядом“